# Тім Макілрот
Тімоті Джеймс «Тім» Макілрот (англ. Timothy James «Tim» McIlrath) — американський панк-рок музикант. Фронтмен гурту Rise Against — соліст, бас-гітара. Народився 3 листопада 1978 року в Індіанаполісі (Індіана, США).

## Біографія
Макілрот закінчив школу в Ровлінг-Медовз, штат Іллінойс. З дитинства у Тіма виявлена гетерохромія — дефект пігментації очей. Це ставало приводом для травлі з боку однолітків. У дитинстві Тім захопився жанром антиутопії, романами Джорджа Оруелла та Олдоса Хакслі. Це мало рішучий вплив на формування світогляду хлопця та його подальшу творчість. У підлітковому віці Макілрот загорівся ідеєю придбання сноуборду, але зростаючий інтерес до музики вніс корективи у плани хлопця. Як наслідок, на накопичені гроші він придбав гітару Gibson SG. Навчався у Північно-Східному університеті Іллінойса, спеціалізувався на англійській мові та соціології. Згодом, після того, як майбутній співак остаточно захопився музикою, він покинув навчання. Перебуваючи на перших курсах університету, Тімоті познайомився з Джо Прінсайпом, який записав декілька пісень у виконанні Макілрота. Це стало початком гурту Rise Against.

## Музикальна кар'єра
Вже в ранньому підлітковому віці Тім Макілрот був широко відомим серед місцевої рок-спільноти. З 1995 до 1999 року грав у пост-хардкор гурті Baxter. Серед його партнерів по гурту були майбутній барабанщик The Lawrence Arms Ніл Хеннессі та Джефф Реу, що згодом став бас-гітаристом Killing Tree та Holy Roman Empire. У 1996 році Baxter випустили альбом Troy's Bucket, який набув широкої популярності серед чиказького андеграунду. У 1999 році гурт розпався. Окрім того, у 1998—1999 роках брав участь у гурті Arma Angelus.
З 1999 року входить до гурту Transistor Revolt, що згодом трансформувався у Rise Against. На сьогодні Rise Against випустили 6 студійних альбомів, 17 синглів, зняли 11 кліпів. Їхні пісні є саундтреками багатьох кінофільмів та відеоігор.

## Погляди
Макілрот є активним захисником прав тварин, ідейним вегетаріанцем, входить до організації РЕТА (People for the Ethical Treatment of Animals — «Люди за етичне ставлення до тварин»). Окрім того, Тімоті примкнув до руху straight edge (букв. «чітка межа»), що передбачає помірність, вегетаріанство або веганство, повну відмову від алкоголю, тютюну, наркотиків та безвідповідального сексу. Музикант сповідує ліві політичні погляди, у своїх піснях виражає незгоду з політикою сучасного американського керівництва.

## Особисте життя
Тім одружений з Ерін Макілрот та виховує двох дочок: Бліт і Скарлетт.